# Есаулов, Иван Андреевич
Ива́н Андре́евич Есау́лов (род. 7 июля 1960) — российский филолог. Специалист в области теории литературы, поэтики, истории русской словесности, методологии гуманитарных исследований. Доктор филологических наук (1996), профессор (1998).

## Биография
Родился 7 июля 1960 г. в Сибири[уточнить]. В 1983 году окончил Кемеровский государственный университет. Кандидатскую диссертацию «Категория целостности в изучении литературного произведения» защитил в МГУ в 1989 г., докторскую «Категория соборности в русской литературе XIX-XX веков» — в МПГУ в 1996 г. Звание профессора присуждено в 1998 г. В 1992—2010 гг. работал на кафедре теоретической и исторической поэтики РГГУ, одновременно преподавал в течение 5 лет на кафедре русской литературы Петрозаводского университета. До этого преподавал (с 1984 г.) в Кемеровском и Новосибирском университетах. В 2001—2005 гг. одновременно работал в Государственной академии славянской культуры (ГАСК) в должности проректора. С 2011 г. заведующий кафедрой теории и истории словесности Российского православного университета св. Иоанна Богослова, директор Центра литературоведческих исследований РПУ, с 2012 г. профессор Литературного института им. А. М. Горького. Другие биографические сведения см. в юбилейном сборнике: В спектре адекватности. К 60-летию И. А. Есаулова: сборник статей. — СПб.: РХГА, 2020.
Член Русской Академической Группы в США и Международного Общества Ф. М. Достоевского (International Dostoevsky Society), а также Союза писателей России и русского ПЕН-центра. Награждён Золотой Пушкинской медалью за вклад в развитие русской филологии. Лауреат Бунинской премии по литературе (2016), премии «Золотой Витязь» (2021).
Редактор научно-образовательных интернет-порталов «Постсимволизм», «Трансформации русской классики», «Русская литература: оригинальные исследования».

## Научная деятельность
И. А. Есаулов разрабатывает новые теоретические принципы построения истории русской литературы и новые подходы к интерпретации художественных текстов. Являлся председателем оргкомитета и организатором ряда масштабных международных конференций. Отв. редактор издания «Постсимволизм как явление культуры» (1995 —). Его научные проекты неоднократно поддерживались научными грантами (РГНФ, РФФИ и другими).
Неоднократно в качестве приглашенного профессора преподавал в известных университетах США, Франции, Норвегии, а также занимался в научных фондах Германии, Италии, Великобритании, США. Его работы переводились на английский (Кембридж, Оксфорд, Лондон), испанский, португальский, немецкий, сербскохорватский, польский, чешский, болгарский, китайский языки. Рецензии на книги выходили в США, Германии, Швейцарии, Испании, Чехии, Польше, Сербии, Хорватии и других странах. О методологии, концепции, новых категориях филологии см. статью «Проблемы теоретической и исторической поэтики в трудах И. А. Есаулова».
Автор 11 монографий и более 350 научных статей.

### Монографии
- Эстетический анализ литературного произведения («Миргород» Н. В. Гоголя). — Кемерово, Кемеровский государственный университет, 1991.
- «Конармия» Исаака Бабеля. — М.: Издательство РГГУ, 1993. (в соавторстве с Г. А. Белой и Е. А. Добренко).
- Спектр адекватности в истолковании литературного произведения: «Миргород» Н. В. Гоголя. — М.: Издательство РГГУ, 1995. <2 изд. — 1997>.
- Категория соборности в русской литературе. — Петрозаводск: Издательство Петрозаводского университета, 1995.
- Мистика в русской литературе советского периода (Блок, Горький, Есенин, Пастернак). — Тверь: Тверской университет, 2002.
- Пасхальность русской словесности. — М.: Кругъ, 2004.
  - Второе издание, дополненное (в дореформенной орфографии): Магаданъ, Новое Время, 2020.
- Культурные подтексты поэтики Исаака Бабеля. — София: Университетское издательство «Св. Климент Охридский», 2011.
- Русская классика: новое понимание. — Санкт-Петербург: Издательство «Алетейя», 2012. <2 изд. — 2013>, 3 изд., испр. и доп. — Издательство РХГА, 2017
- Постсоветские мифологии: структуры повседневности. — М.: Академика, 2015.
- О любви: Радикальныя интерпретаціи. — Магаданъ: Новое Время, 2020.
- Анализ, интерпретации и понимание в изучении наследия Достоевского. — М.: Индрик, 2021. (в соавторстве с Б. Н. Тарасовым и Ю. Н. Сытиной).

Полную библиографию см. в юбилейном сборнике в честь 60-летия: В спектре адекватности… СПб., 2020.